# Basílica Antxískhati
La basílica Antxískhati de Santa Maria (georgià: ანჩისხატი) és l'església més antiga que es conserva a Tbilisi, Geòrgia. Pertany a l'⁣Església Ortodoxa Georgiana i data del segle VI.

## Història
Segons els antics annals georgians, l'església va ser construïda pel rei Vatxe d'Ibèria (cap al 522-534), que havia fet de Tbilisi la seva capital. Originalment dedicada a la Mare de Déu, va ser rebatejada com a Antxískhati (és a dir, icona d'Antxa) el 1675, quan la preuada icona del Salvador creada per l'orfebre del segle XII Beka Opizari al monestir d'Antxa a Klardjètia (en el que ara forma part del nord-est de Turquia) va ser traslladada a Tbilisi per preservar-la d'una invasió otomana. La icona es va conservar a la Basílica de Santa Maria durant segles (ara s'exhibeix al Museu d'Art de Geòrgia).

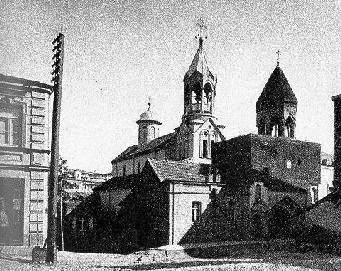
L'església d'Antxískhati, 1890

La basílica va ser danyada i reconstruïda en diverses ocasions entre els segles XV i XVII a causa de les guerres entre Geòrgia i els perses i els turcs. El campanar de maó prop de la basílica d'Antxískhati va ser construït pel Catholicos Domenti el 1675.

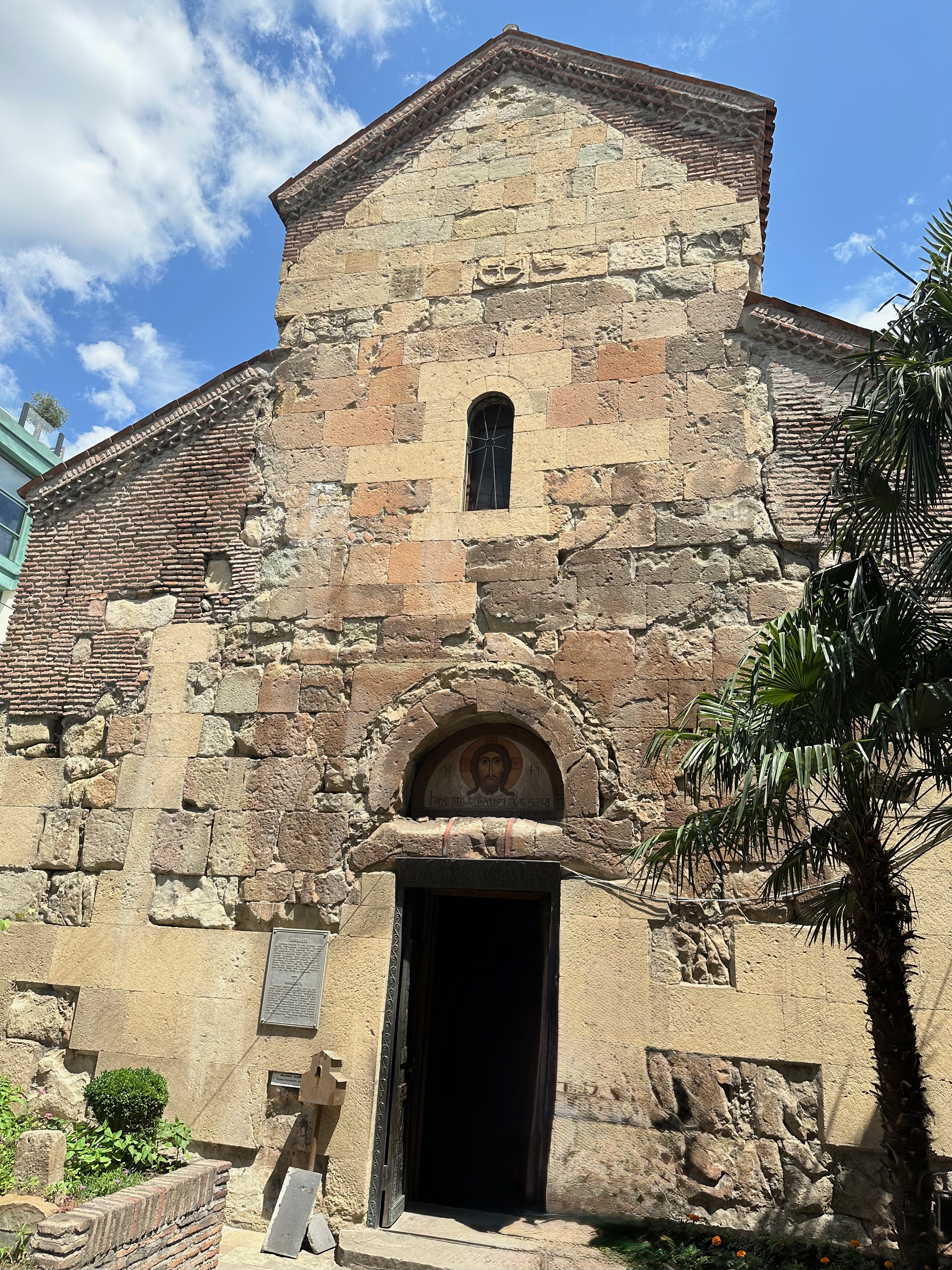
Entrada

L'aspecte de l'estructura va canviar dràsticament a la dècada de 1870 quan es va afegir una cúpula. Durant el període soviètic, totes les cerimònies religioses a la basílica d'Antxískhati es van aturar i l'edifici es va transformar en un museu d'artesania. Més tard es va utilitzar com a estudi d'art. Del 1958 al 1964, es van dur a terme obres de restauració en celebració del 1500è Jubileu de la fundació de Tbilisi, que van canviar la vista de l'església a la versió del segle XVII; tanmateix, no va ser fins al 1991, després de la restauració de la independència de Geòrgia, que la basílica va tornar a l'ús religiós.
El Cor Antxískhati, amb seu a la Basílica d'Antxískhati, és el principal exponent mundial de música coral polifònica georgiana.

## Arquitectura

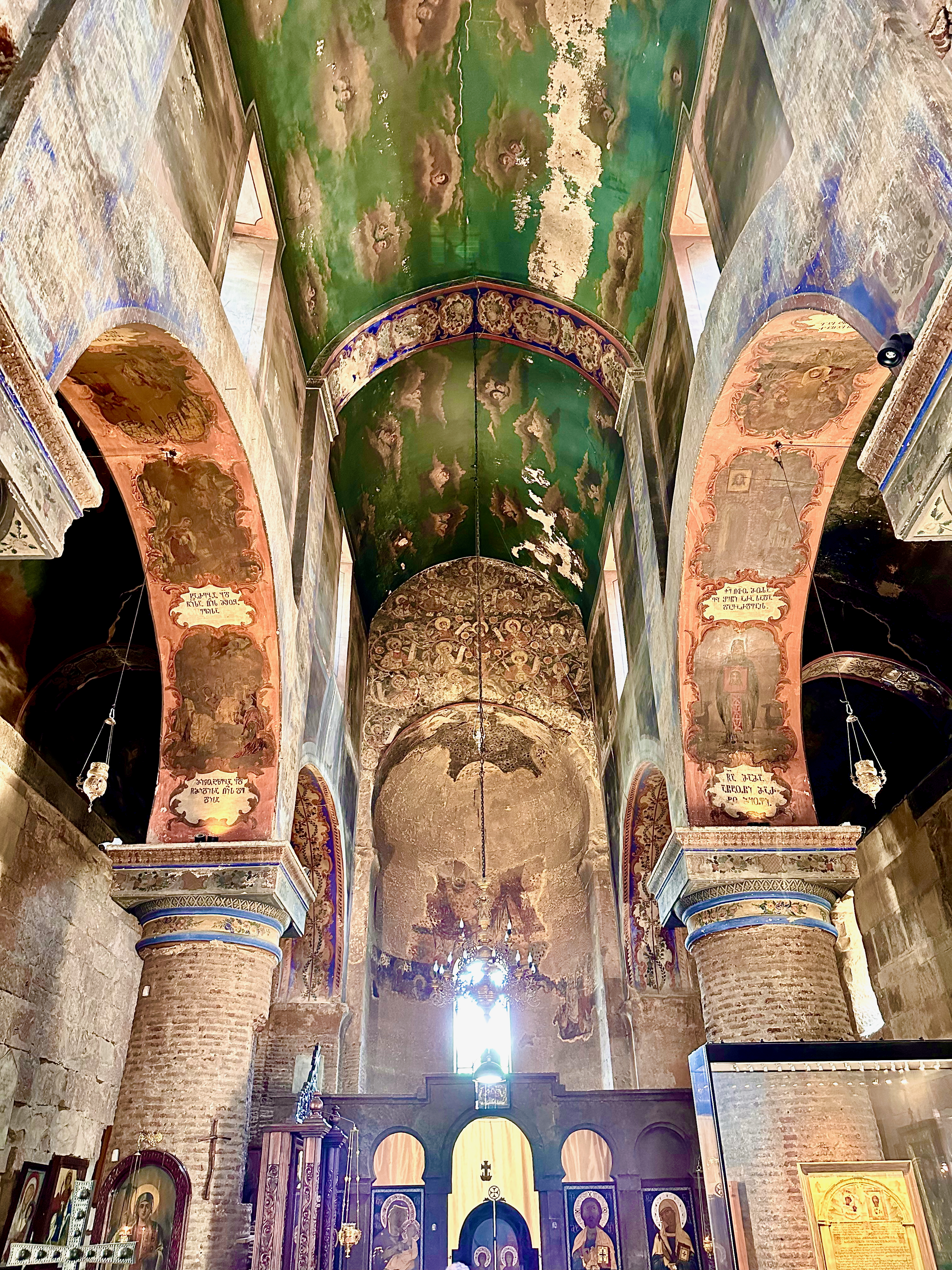
Interior

La basílica d'Antxískhati és una basílica de tres trams, dividida per dos contraforts que formen conques en forma de ferradura, cosa que indica l'antiguitat de la seva construcció. Originalment construïda amb blocs de pedra de toba groga, la restauració de 1958-1964 va fer un ús extensiu del maó. L'estructura té entrades a tres costats, però avui només s'utilitza l'entrada oest. A part del retaule, que va ser pintat el 1683 per encàrrec del Catholicos Nikoloz Amilakhvari, totes les pintures restants de l'església daten del segle XIX.